# Serie A2 2009-2010 (pallavolo maschile)
La Serie A2 italiana di pallavolo maschile 2009-2010 si è svolta dal 27 settembre 2009 al 12 maggio 2010: al torneo hanno partecipato quattordici squadre di club italiane e la vittoria finale è andata per la prima volta alla M. Roma Volley.

## Regolamento
Le squadre hanno disputato un girone all'italiana, con gare di andata e ritorno, per un totale di trenta giornate; al termine della regular season:
- Le prime dieci classificate hanno acceduto ai play-off promozione, strutturati in ottavi di finale, a cui hanno preso parte solo le classificate dal settimo al decimo posto, quarti di finale, semifinali e finale, tutte giocate al meglio di due vittorie su tre gare: la vincitrice è promossa in Serie A1.
- La dodicesima e la tredicesima classificata hanno acceduti ai play-out, strutturati in una finale, giocata al meglio di due vittorie su tre gare: la perdente è retrocessa in Serie B1.
- Le ultime due classificate sono retrocesse in Serie B1.

## Squadre partecipanti
Al torneo dovevano prendere parte inizialmente sedici squadre; il ripescaggio della Yoga Forlì in A1 ridusse poi a quindici le formazioni al via. La Pallavolo Padova era la squadra retrocessa dall'A1 2008-09; Globo BPF Sora, Marcegaglia Ravenna e Quasar Massa erano le neopromosse dalla B1 2008-09. La quarta neopromossa, Cles, aveva rinunciato alla partecipazione in favore della Gherardi SVI Città di Castello.
| Squadra | Squadra | Squadra                        |  | Squadra | Squadra                   | Squadra             |
| --- | --- | ------------------------------ |  | ------- | ------------------------- | ------------------- |
| | | BCC N.E.P. Castellana Grotte   |  |         |                           | Marcegaglia Ravenna |
| Allenatore: Radamés Lattari Stagioni in Serie A2: 6 2008-09: 10ª in A2 Campo di gioco: PalaGrotte di Castellana Grotte, BA                                         | Allenatore: Antonio Babini Stagioni in Serie A2: 1 2008-09: 2ª in B1; promossa in A2 dopo play-off Campo di gioco: PalaCosta di Ravenna                                      |                                |  |         |                           |                     |
| | | Canadiens Mantova              |  |         | Nava Gioia del Colle      |                     |
| Allenatore: Michele Totire Stagioni in Serie A2: 3 2008-09: 8ª in A2 Campo di gioco: PalaSiglacom di Curtatone, MN                                                 | Allenatori: Chiovini (1ª-10ª), Cannestracci (dall'11ª) Stagioni in Serie A2: 13 2008-09: 5ª in A2 Campo di gioco: Palasport di Gioia del Colle, BA                           |                                |  |         |                           |                     |
| | | Codyeco Santa Croce            |  |         | Pallavolo Padova          |                     |
| Allenatore: Gianlorenzo Blengini Stagioni in Serie A2: 22 2008-09: 2ª in A2 Campo di gioco: PalaParenti di Santa Croce sull'Arno, PI                               | Allenatori: Bernardi (1ª-17ª), Roscini (18ª), Montagnani (dalla 19ª) Stagioni in Serie A2: 5 2008-09: 14ª in A1, retrocessa in A2 Campo di gioco: PalaBernhardsson di Padova |                                |  |         |                           |                     |
| | | Edilesse Cavriago              |  |         | Quasar Massa              |                     |
| Allenatori: Dagioni (1ª-13ª), Bonitta (dalla 14ª) Stagioni in Serie A2: 3 2008-09: 9ª in A2 Campo di gioco: PalaBigi di Reggio nell'Emilia                         | Allenatori: Cantagalli (1ª-22ª), Cretu (dalla 23ª) Stagioni in Serie A2: 4 2008-09: 1ª in B1; promossa in A2 Campo di gioco: Palasport di Camaiore, LU                       |                                |  |         |                           |                     |
| | | Gherardi SVI Città di Castello |  |         | Samgas Crema              |                     |
| Allenatore: Andrea Radici Stagioni in Serie A2: 8 2008-09: 14ª in A2; retrocessa, acquisisce i diritti di Cles Campo di gioco: PalaEngels di Città di Castello, PG | Allenatore: Luca Monti Stagioni in Serie A2: 11 2008-09: 7ª in A2 Campo di gioco: PalaBertoni di Crema, CR                                                                   |                                |  |         |                           |                     |
| | | Globo BPF Sora                 |  |         | Volley Bassano del Grappa |                     |
| Allenatore: Alberto Gatto Stagioni in Serie A2: 1 2008-09: 1ª in B1; promossa in A2 Campo di gioco: PalaFrosinone di Frosinone                                     | Allenatori: Cretu (1ª-18ª), Di Pietro (dalla 19ª) Stagioni in Serie A2: 7 2008-09: 3ª in A2 Campo di gioco: PalaDue di Bassano del Grappa, VI                                |                                |  |         |                           |                     |
| | | Katay Geotec Isernia           |  |         | Zinella Bologna           |                     |
| Allenatori: Fenoglio (1ª-19ª), Lorizio (dalla 20ª) Stagioni in Serie A2: 6 2008-09: 6ª in A2 Campo di gioco: PalaFraraccio di Isernia                              | Allenatore: Hugo Conte Stagioni in Serie A2: 8 2008-09: 11ª in A2 Campo di gioco: PalaSavena di San Lazzaro di Savena, BO                                                    |                                |  |         |                           |                     |
| | | M. Roma                        |  |         |                           |                     |
| Allenatore: Andrea Giani Stagioni in Serie A2: 2 2008-09: 9ª in A2 Campo di gioco: Palasport di Roma                                                               | |                                |  |         |                           |                     |

## Classifica
| Pos. | Squadra                        | Pt | G  | V  | P  | SV | SP |
| ---- | ------------------------------ | -- | -- | -- | -- | -- | -- |
| 1.   | BCC N.E.P. Castellana Grotte   | 66 | 28 | 22 | 6  | 73 | 32 |
| 2.   | Zinella Bologna                | 60 | 28 | 20 | 8  | 70 | 42 |
| 3.   | M. Roma                        | 57 | 28 | 21 | 7  | 67 | 39 |
| 4.   | Samgas Crema                   | 50 | 28 | 17 | 11 | 62 | 46 |
| 5.   | Globo BPF Sora                 | 49 | 28 | 16 | 12 | 61 | 50 |
| 6.   | Codyeco Santa Croce            | 48 | 28 | 17 | 11 | 60 | 51 |
| 7.   | Marcegaglia Ravenna            | 46 | 28 | 14 | 14 | 61 | 55 |
| 8.   | Pallavolo Padova               | 44 | 28 | 15 | 13 | 61 | 56 |
| 9.   | Gherardi SVI Città di Castello | 38 | 28 | 13 | 15 | 56 | 63 |
| 10.  | Edilesse Cavriago              | 37 | 28 | 13 | 15 | 54 | 62 |
| 11.  | Katay Geotec Isernia           | 32 | 28 | 11 | 17 | 49 | 62 |
| 12.  | Canadiens Mantova              | 27 | 28 | 9  | 19 | 46 | 72 |
| 13.  | Volley Bassano del Grappa      | 27 | 28 | 7  | 21 | 42 | 69 |
| 14.  | Quasar Massa                   | 26 | 28 | 8  | 20 | 42 | 68 |
| 15.  | Nava Gioia del Colle           | 23 | 28 | 7  | 21 | 37 | 74 |

| Qualificate ai play-off promozione | Qualificate ai play-out salvezza | Retrocesse in Serie B1 |

## Risultati

### Tabellone
|                   | Bassano | Bologna | Castellana | Cavriago | Città di Castello | Crema | Gioia del Colle | Isernia | Mantova | Massa | Padova | Ravenna | Roma | S. Croce | Sora |
| ----------------- | ------- | ------- | ---------- | -------- | ----------------- | ----- | --------------- | ------- | ------- | ----- | ------ | ------- | ---- | -------- | ---- |
| Bassano           | XXX     | 1-3     | 0-3        | 1-3      | 1-3               | 2-3   | 3-1             | 3-1     | 3-0     | 2-3   | 2-3    | 0-3     | 1-3  | 1-3      | 3-0  |
| Bologna           | 3-1     | XXX     | 1-3        | 3-0      | 3-0               | 2-3   | 3-0             | 3-1     | 3-1     | 3-1   | 3-0    | 3-1     | 2-3  | 3-1      | 3-0  |
| Castellana Grotte | 3-0     | 1-3     | XXX        | 3-0      | 3-2               | 3-1   | 3-0             | 3-1     | 3-0     | 3-0   | 3-0    | 3-1     | 3-0  | 3-2      | 3-2  |
| Cavriago          | 1-3     | 1-3     | 3-2        | XXX      | 3-1               | 3-1   | 3-0             | 3-0     | 3-2     | 0-3   | 2-3    | 3-2     | 2-3  | 3-2      | 2-3  |
| Città di Castello | 3-2     | 3-2     | 1-3        | 2-3      | XXX               | 3-1   | 3-2             | 1-3     | 3-2     | 3-1   | 3-2    | 1-3     | 3-1  | 3-1      | 3-1  |
| Crema             | 3-1     | 3-1     | 3-0        | 3-0      | 3-0               | XXX   | 3-0             | 3-0     | 3-1     | 0-3   | 3-1    | 3-0     | 3-1  | 3-0      | 3-2  |
| Gioia del Colle   | 3-2     | 2-3     | 0-3        | 0-3      | 3-2               | 2-3   | XXX             | 3-1     | 3-2     | 3-1   | 0-3    | 3-1     | 1-3  | 2-3      | 0-3  |
| Isernia           | 1-3     | 3-0     | 0-3        | 3-2      | 3-2               | 3-2   | 3-0             | XXX     | 3-0     | 3-0   | 2-3    | 1-3     | 2-3  | 3-0      | 1-3  |
| Mantova           | 3-0     | 2-3     | 3-2        | 2-3      | 3-2               | 3-2   | 3-2             | 2-3     | XXX     | 1-3   | 3-2    | 3-1     | 0-3  | 0-3      | 2-3  |
| Massa             | 3-2     | 0-3     | 1-3        | 3-1      | 0-3               | 0-3   | 2-3             | 2-3     | 2-3     | XXX   | 3-0    | 3-2     | 1-3  | 1-3      | 1-3  |
| Padova            | 3-0     | 3-0     | 3-2        | 3-2      | 2-3               | 3-1   | 3-2             | 3-2     | 2-3     | 3-0   | XXX    | 3-2     | 3-0  | 2-3      | 2-3  |
| Ravenna           | 2-3     | 2-3     | 0-3        | 2-3      | 3-1               | 3-2   | 3-1             | 3-2     | 3-1     | 3-0   | 3-0    | XXX     | 3-1  | 3-0      | 3-1  |
| Roma              | 3-0     | 3-2     | 3-0        | 3-0      | 3-1               | 3-0   | 3-0             | 3-0     | 3-0     | 3-1   | 3-2    | 3-2     | XXX  | 3-1      | 3-0  |
| Santa Croce       | 3-2     | 1-3     | 1-3        | 3-1      | 3-0               | 3-1   | 3-1             | 3-0     | 3-0     | 3-2   | 3-1    | 3-1     | 3-1  | XXX      | 0-3  |
| Sora              | 3-0     | 2-3     | 1-3        | 3-1      | 3-1               | 3-0   | 3-0             | 3-1     | 3-1     | 3-2   | 0-3    | 2-3     | 3-0  | 2-3      | XXX  |

## Play-off promozione

### Tabellone
|  | Primo turno | Primo turno       | Primo turno | Primo turno | Primo turno |   |                   | Quarti di finale | Quarti di finale  | Quarti di finale | Quarti di finale | Quarti di finale |         |   | Semifinali | Semifinali | Semifinali | Semifinali | Semifinali |  |  | Finali | Finali | Finali | Finali | Finali |
|  |             |                   |             |             |             |   |                   |                  |                   |                  |                  |                  |         |   |            |            |            |            |            |  |  |        |        |        |        |        |
|  |             |                   |             |             |             |   |                   | 1                | Castellana Grotte | 3                | 3                |                  |         |   |            |            |            |            |            |  |  |        |        |        |        |        |
|  | 8           | Padova            | 3           | 3           |             |   |                   | 8                | Padova            | 0                | 2                |                  |         |   |            |            |            |            |            |  |  |        |        |        |        |        |
|  | 8           | Padova            | 3           | 3           |             | 1 | Castellana Grotte | 8                | Padova            | 0                | 2                | 3                | 1       | 1 |            |            |            |            |            |  |  |        |        |        |        |        |
|  | 9           | Città di Castello | 0           | 1           |             | 1 | Castellana Grotte |                  |                   |                  |                  |                  |         |   |            |            |            |            |            |  |  |        |        |        |        |        |
|  | 9           | Città di Castello | 0           | 1           |             | 4 | Crema             | 1                | 3                 | 3                |                  |                  |         |   |            |            |            |            |            |  |  |        |        |        |        |        |
|  |             |                   |             |             |             |   |                   | 1                | 3                 | 3                | 4                | Crema            | 3       | 3 |            |            |            |            |            |  |  |        |        |        |        |        |
|  |             |                   |             |             |             |   |                   |                  |                   |                  | 4                | Crema            | 3       | 3 |            |            |            |            |            |  |  |        |        |        |        |        |
|  |             |                   |             |             |             |   |                   | 5                | Sora              | 0                | 1                |                  |         |   |            |            |            |            |            |  |  |        |        |        |        |        |
|  |             |                   |             |             |             |   |                   |                  |                   |                  |                  |                  |         |   |            |            |            |            |            |  |  | 4      | Crema  | 1      | 2      |        |
|  |             |                   | 3           | Roma        | 3           | 3 |                   |                  |                   |                  |                  |                  |         |   |            |            |            |            |            |  |  |        |        |        |        |        |
|  |             |                   |             |             |             |   |                   | 3                | Roma              | 3                | 2                | 3                |         |   |            |            |            |            |            |  |  |        |        |        |        |        |
|  |             |                   |             |             |             |   |                   | 6                | Santa Croce       | 1                | 3                | 0                |         |   |            |            |            |            |            |  |  |        |        |        |        |        |
|  |             |                   |             |             |             |   |                   |                  |                   |                  |                  |                  |         |   | 3          | Roma       | 3          | 3          |            |  |  |        |        |        |        |        |
|  | 7           | Ravenna           | 3           | 1           | 3           |   |                   |                  |                   |                  |                  |                  |         |   | 3          | Roma       | 3          | 3          |            |  |  |        |        |        |        |        |
|  | 7           | Ravenna           | 3           | 1           | 3           |   | 2                 | Bologna          | 2                 | 0                |                  |                  |         |   |            |            |            |            |            |  |  |        |        |        |        |        |
|  | 10          | Cavriago          | 2           | 3           | 0           |   | 2                 | Bologna          | 2                 | 0                |                  | 2                | Bologna | 3 | 3          |            |            |            |            |  |  |        |        |        |        |        |
|  | 10          | Cavriago          | 2           | 3           | 0           |   |                   |                  |                   |                  |                  | 2                | Bologna | 3 | 3          |            |            |            |            |  |  |        |        |        |        |        |
|  |             |                   |             |             |             |   |                   | 7                | Ravenna           | 2                | 1                |                  |         |   |            |            |            |            |            |  |  |        |        |        |        |        |

|  |  |  |  |                                      |
|  |  |  |  | Promossa in Serie A1: M. Roma Volley |

## Play-out
| Play-out                   |     |     |     |                                                   |
| Mantova-Bassano del Grappa | 3-1 | 2-3 | 3-1 |                                                   |
|                            |     |     |     | Retrocessa in Serie B1: Volley Bassano del Grappa |